# 13133 Jandecleir
13133 Jandecleir è un asteroide della fascia principale. Scoperto nel 1994, presenta un'orbita caratterizzata da un semiasse maggiore pari a 2,6477874 au e da un'eccentricità di 0,1190833, inclinata di 3,13101° rispetto all'eclittica.
L'asteroide è dedicato all'attore belga Jan Decleir.